# Ravine des Chèvres
La ravine des Chèvres est une ravine française de l'île de La Réunion, un département d'outre-mer dans l'océan Indien. Généralement à sec, le cours d'eau auquel elle sert de lit prend source sur le territoire communal de Sainte-Marie puis sert presque aussitôt de frontière entre celui-ci à l'ouest et celui de Sainte-Suzanne à l'est en s'écoulant du sud vers le nord jusqu'à trouver la côte au bout de 10,4 km. Elle a donné son nom a un quartier de Sainte-Suzanne situé sur sa rive droite à mi-hauteur.